# Hospozínek
Hospozínek (tot en met minsters 1949 Paršenk geheten - Duits: Bergschenke) is een Tsjechische plaats in de gemeente Hospozín in de regio Midden-Bohemen en maakt deel uit van het district Kladno.
Hospozínek telt 23 inwoners (2021).

## Geografie
Hospozínek ligt op een heuvel met uitzicht op Praag (in de verte), Říp en České středohoří. Het dorp wordt omringd door uitgestrekte landbouwvelden en velden van zwarte aarde. Er zijn geen bossen in de omgeving, alleen een paar kleine vijvers.
Langs de weg naar Černuc zijn verschillende illegale stortplaatsen, waartegen de inwoners zich verzetten.

## Geschiedenis
De eerste schriftelijke vermelding van het dorp dateert van 1785.
Aan het begin van de 18e eeuw werd een herberg genaamd Bergschenke met bijbehorend landhuis geopend, thans het kantoor van een particulier landbouwbedrijf. Tot 2012 waren de meeste inwoners Roma. Sinds 2012 is Hospozínek vooral een dorp met inwoners afkomstig uit grotere steden die landelijk willen wonen.

## Bezienswaardigheden
- Sint-Johannes-van-Nepomukkapel;
- Monumentale graanschuur aan de oostkant van het dorpsplein.

## Galerij

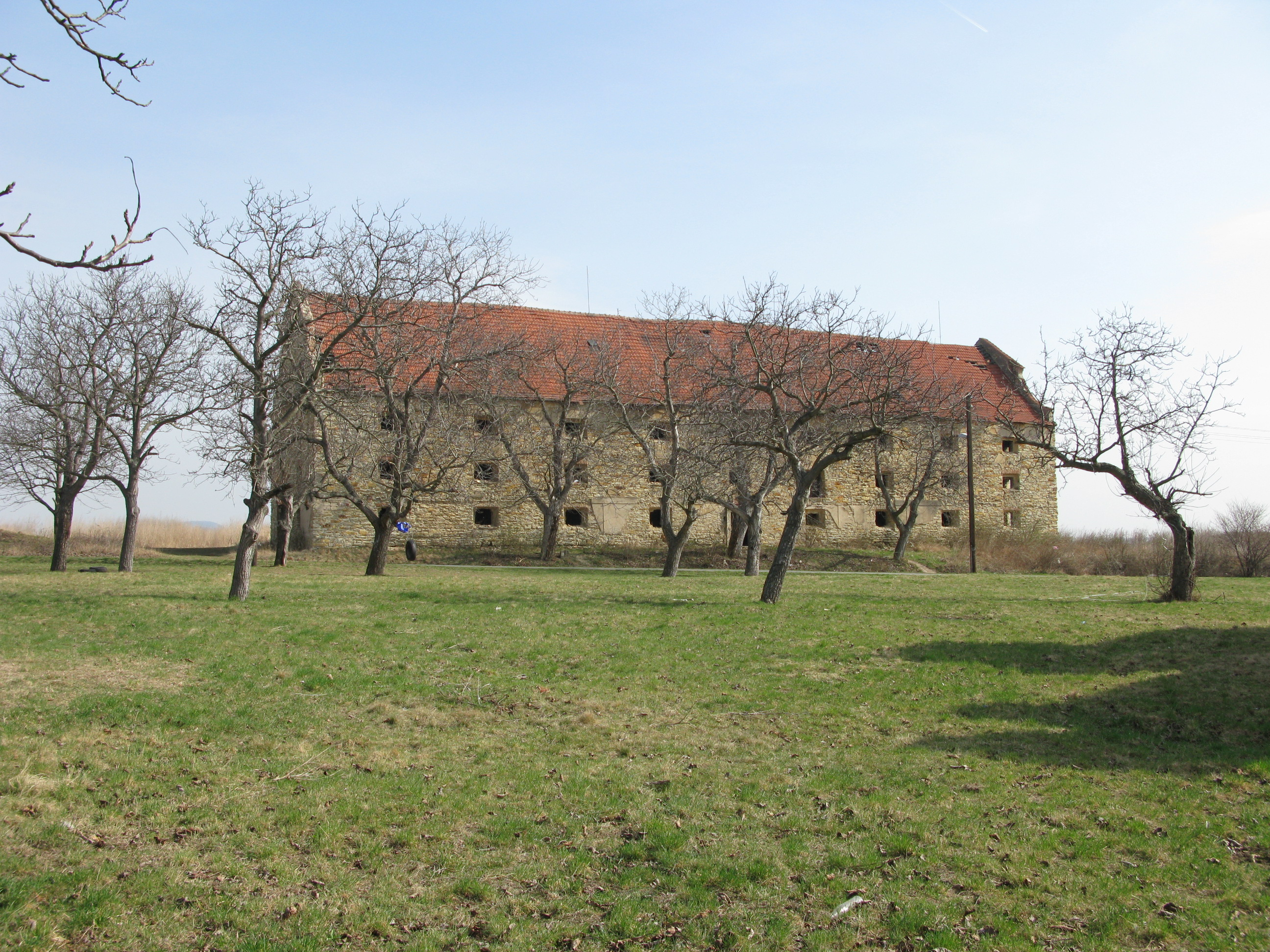
Monumentale graanschuur
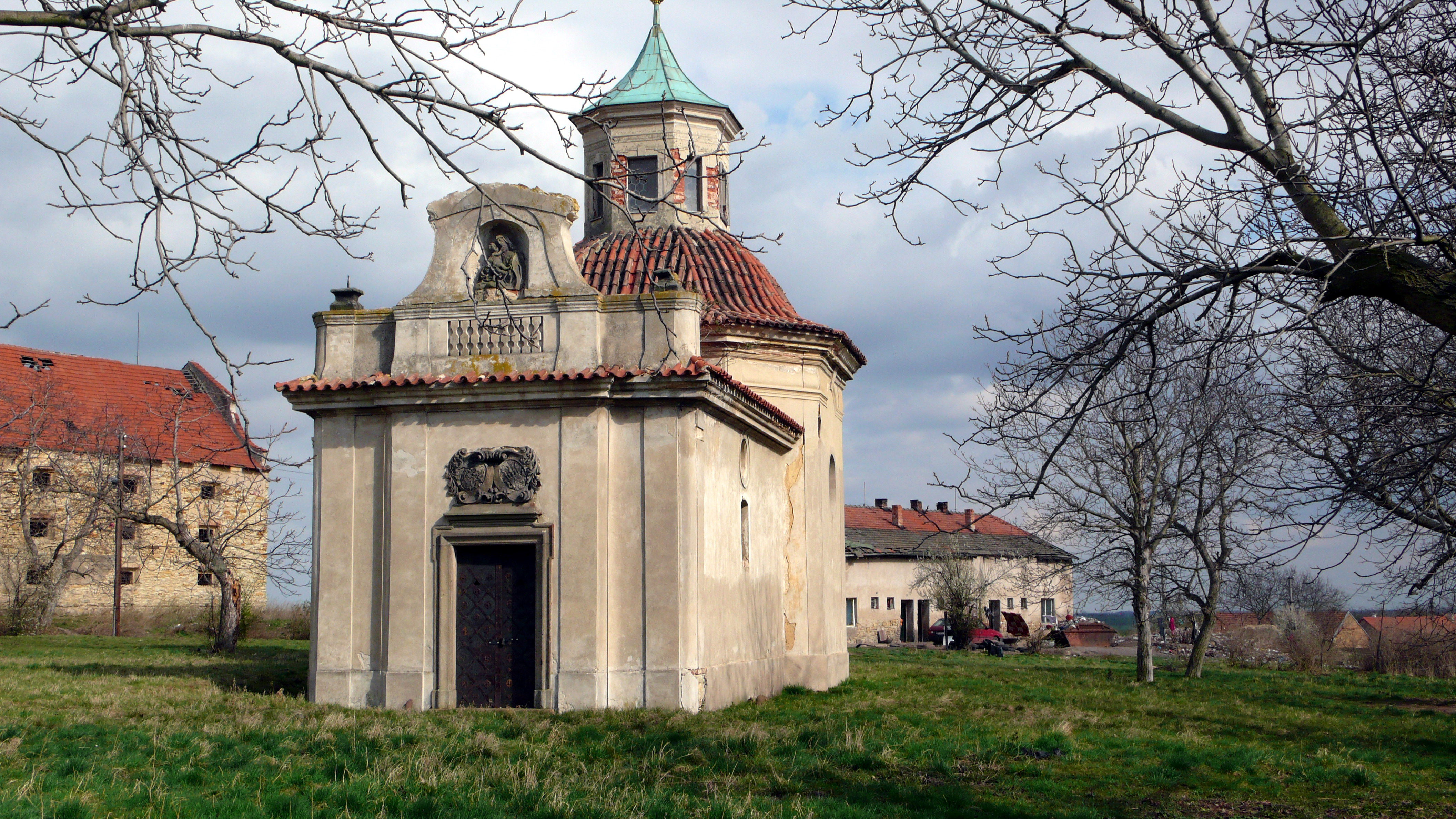
Sint-Johannes-van-Nepomukkapel